# SN 2005W
SN 2005W – supernowa typu Ia odkryta 1 lutego 2005 roku w galaktyce NGC 691. W momencie odkrycia miała maksymalną jasność 15,20m.